# Darren Hughes
Darren John Hughes (* 6. Oktober 1965 in Prescot) ist ein ehemaliger englischer Fußballspieler. Der schnelle linke Außenverteidiger begann seine Laufbahn beim Erstligisten FC Everton, konnte sich dort aber nicht durchsetzen und war später als langjähriger Spieler von Port Vale in der zweiten und dritten Liga aktiv. Nach einer schweren Verletzung, die ihn zwei Jahre lang außer Gefecht setzte, ließ er die Laufbahn bei Northampton Town, Exeter City und dem FC Morecambe auslaufen.

## Sportlicher Werdegang
Hughes zählte als Jugendspieler des FC Everton zu einem der hoffnungsvollsten Talente und in der Saison 1983/84 gewann er mit der Nachwuchsauswahl den FA Youth Cup. Der junge Linksverteidiger hatte da auch schon in der ersten Mannschaft gespielt und John Bailey am 27. Dezember 1983 bei der 0:3-Niederlage gegen die Wolverhampton Wanderers vertreten. In einer zunehmend hochkarätigen Mannschaft fiel es ihm jedoch fortan schwer, seinen Platz zu finden und weder beim FA-Cup-Sieg 1984 noch beim Gewinn der englischen Meisterschaft 1985 und des Europapokals der Pokalsieger im selben Jahr spielte er keine nennenswerte Rolle. Lediglich in den beiden letzten unbedeutenden Ligaspielen gegen Coventry City (1:4) und Luton Town (0:2) kam er als Teil einer „B-Elf“ zum Zuge. In Ermangelung einer sportlichen Perspektive ließ ihn der FC Everton im Juni 1985 ablösefrei zum Zweitligisten Shrewsbury Town ziehen.
Nach nervösem Beginn fand Hughes im Abwehrzentrum und im Mittelfeld zu mehr Sicherheit in seinem Spiel. Er wurde damit zu einem wichtigen Faktor im letztlich erfolgreichen Kampf um den Klassenerhalt und er schoss nach einer Einwechslung den entscheidenden Siegtreffer gegen den FC Middlesbrough, der selbst im Anschluss den Gang in die Drittklassigkeit antreten musste. Damit spielte er sich in die Herzen der Anhänger und umso bitterer war für diese sein Wechsel Ende September 1986 für 35.000 Pfund zum Ligakonkurrenten Brighton & Hove Albion. In Brighton agierte Hughes häufig deutlich offensiver in linken offensiven Mittelfeld oder gar im Angriffszentrum, aber mit 26 Ligaeinsätzen konnte auch er nicht verhindern, dass die „Möwen“ nach Ablauf der Saison 1986/87 als Tabellenletzter in die dritte Liga abstiegen.
In der dritthöchsten englischen Spielklasse agierte Hughes aber nach seinem Wechsel im September 1987 für Port Vale. Dort war er zudem wieder auf seiner linken Abwehrseite „gesetzt“ und in den nun folgenden Jahren entwickelte er sich zum „Dauerbrenner“. Binnen zweier Jahre war er mit 87 Ligaeinsätzen Teil eines Teams, das aus dem Mittelfeld der dritten Liga zum Aufstieg ansetzte und diesen nach Play-off-Erfolgen gegen Preston North End und die Bristol Rovers auch bewerkstelligte. Zurück in der Second Division verhalf er dem Team als Stammspieler zum sicheren Klassenerhalt, musste aber in der Saison 1990/91 einen ersten Rückschlag erleiden, als nach einem Leistenbruch zwei Operationen notwendig wurden und er somit einen Großteil der Spiele verpasste. Weiteres Ungemach folgte in der Spielzeit 1991/92, als Hughes zwar mit 42 Einsätzen auf seine angestammte Position zurückkehrte, aber die „Valiants“ zugleich als Tabellenletzter in die dritte Liga abstiegen. Weitaus gravierender war aber eine schwerere Oberschenkelverletzung, die Hughes für mehr als zwei Jahre vollständig außer Gefecht setzte. Dies führte sogar so weit, dass ihn der Verein im Februar 1994 freistellte, woraufhin Hughes erfolgreich beim Arbeitsgericht in einem bis August 1994 andauernden Prozess auf Wiedereinstellung klagte. Dessen ungeachtet verließ er den Klub dann im November 1994.
Der Viertligist Northampton Town ermöglichte ihm im Januar 1995 einen Neuanfang und mit einem jeweils auf monatlicher Basis angelegten Vertrag absolvierte er zum Ende der Saison 1994/95 für die „Cobblers“ 13 Pflichtspiele. Kurz nach Beginn der folgenden Spielzeit 1995/96 ging er im November 1995 zum Ligakonkurrenten Exeter City übernahm dort die linke Abwehrseite und überzeugte wieder gleichsam durch Defensivqualitäten und Offensivdrang. Im folgenden Jahr hatte er trotz 36 Einsätzen in der Liga wieder vermehrt mit Blessuren zu kämpfen, stellte sich aber speziell bei seinen Ausflügen ins Mittelfeld als weiterhin zuverlässig heraus. In der Saison 1997/98 war er dann zuletzt in der Football Conference für den FC Morecambe aktiv.

## Titel/Auszeichnungen
- FA Youth Cup (1): 1984